# Batocera browni
Batocera browni là một loài bọ cánh cứng trong họ Cerambycidae.